# Trachelas schenkeli
Trachelas schenkeli är en spindelart som beskrevs av Roger de Lessert 1923. Trachelas schenkeli ingår i släktet Trachelas och familjen flinkspindlar. Inga underarter finns listade i Catalogue of Life.